# Borčany
Borčany é um município da Eslováquia, situado no distrito de Bánovce nad Bebravou, na região de Trenčín. Tem 3,11 km² de área e sua população em 2018 foi estimada em 253 habitantes. Foi citado pela primeira vez em documento oficial no ano de 1113.

## Demografia
| Ano:        | 1994 | 2004   | 2014   | 2024   |
| ----------- | ---- | ------ | ------ | ------ |
| Broj ljudi: | 259  | 258    | 251    | 265    |
| Razlika:    |      | -0,38% | -2,71% | +5,57% |

| Ano:               | 2023 | 2024   |
| ------------------ | ---- | ------ |
| Número de pessoas: | 270  | 265    |
| Diferença:         |      | -1,85% |